# 애국일 (9월)

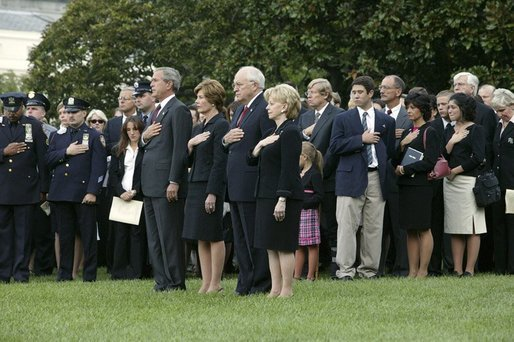

애국일(영어: Patriot Day) 또는 국가 봉사와 추모의 날(National Day of Service and Remembrance)은 2001년 발생한 9·11 테러를 추모하기 위한 미국의 기념일이다.